# 村上幸平
村上 幸平（むらかみ こうへい、1976年6月1日 - ）は、日本の俳優、声優、モデル。東京都出身。慶應義塾高等学校、慶應義塾大学経済学部卒業。
所属事務所はA-team（エー・チーム）（2001年 - 2011年）を経て、2012年6月から株式会社ドルチェスターに所属。身長181cm、血液型O型。

## 来歴
1995年、高校在学中にモデルとしてスカウトされ、第7回ジュノン・スーパーボーイ・コンテストで審査員特別賞を受賞し、ジュノンボーイとして芸能活動を開始した。俳優としてのデビュー作は1996年11月放映の『木曜の怪談』。大学卒業後に俳優業を本格化させる。2001年、『嫉妬の香り』で連続ドラマに初出演。翌年に出演した『時空警察ヴェッカーD-02』で特撮デビューも果たしている。
2003年、平成仮面ライダーシリーズ『仮面ライダー555』で主要人物の一人である仮面ライダーカイザ / 草加雅人役のオーディションに合格、同役を熱演して脚光を浴びた。自身も出世作である『555』と草加雅人役を大切にしており、555関連のファンイベントなども主催している。
『555』終了直後の2004年には『冗談でしょッ!離婚予定日』『メモリー・オブ・ラブ』など昼ドラマへ続けて出演し、主婦層へ知名度を広げる。同年には特撮出演者・製作者による劇団「 たいしゅう小説家」の「第5回公演『恋の骨折り損?』」で主演を務め、舞台に初挑戦した。これを契機に舞台演劇へ熱心に取り組むようになる。2005年、『@ベイビーメール』で主役の斉藤雅斗役を演じ、映画初主演となった。
その後もテレビドラマを中心に活動し、2007年には深夜ドラマ『ソードブル』でドラマ初主演を務めた他、『ウルトラマンメビウス』『キューティーハニー THE LIVE』など特撮作品にも度々出演している。舞台活動では2008年ごろから精力的に出演を重ね、『ハロルドとモード』『パッチギ』『銀河英雄伝説』などの舞台に出演し、舞台『2069』で2度目の主演・座長役を務めた。2009年には『仮面ライダーディケイド』で6年ぶりに仮面ライダーカイザを演じた。この時は変身後のアフレコ出演のみであり「草加雅人」としては登場しなかった。2014年公開の『平成ライダー対昭和ライダー 仮面ライダー大戦 feat.スーパー戦隊』にて、10年ぶりに草加雅人役も演じている。
2011年年末、長年在籍してきた芸能事務所A-teamからの退社をブログで発表、同時に芸能界引退の意向を表明した。公式サイトはブログ以外のページが順次閉鎖され、事実上の芸能活動休止状態に入る。しかしその後もファンから活動継続を望む声が続いたこともあり、事務所退社後も継続していた公式ブログ上で「諸事情を検討の末、フリーランスという形で芸能活動を継続」することを発表し、2012年6月からは新たに芸能事務所ドルチェスターへ所属している。
芸能活動再開後も主に舞台を中心に活動を行い、舞台『ポチッとな-Switching On Summer-』『灰とダイヤモンド Noir』では主演を務めた。『泣いてたまるか！！漢字検定者大会〜虹の向こう側へ』ではミュージカルにも挑戦している。『BLAZBLUE〜CONTINUUM SHIFT〜』や『WILD HALF〜奇跡の確率〜』『百千さん家のあやかし王子』などの漫画やゲーム原作のいわゆる「2.5次元物」にも出演している。後述するザリガニマニアとしての一面などユーモラスな私生活も注目され、『555』で競演した半田健人に続き『タモリ倶楽部』に出演を果たしている。
2016年、『動物戦隊ジュウオウジャー』にバド / ジュウオウバード役でセミレギュラー出演し、日本の三大特撮作品（ウルトラマンシリーズ、仮面ライダーシリーズ、スーパー戦隊シリーズ）への出演を達成した。

## 人物
- 趣味は音楽、サッカー、ラーメンの食べ歩き[1]。特にラーメンについてはかなりの通であり、公式ブログでは各地の有名なラーメン店のレビューを定期的に掲載している。
- 漫画に造詣が深く雑誌「CAST-PRIX キャスプリ」にておすすめ漫画のコラム「むらこらむ」を連載していた。また、2016年に「パワーザキティ イチゴマン」、2019年に「仮面ライダー913」の企画と担当編集を務める。
- かつては一日に煙草を2箱以上吸うヘビースモーカーだったが現在は禁煙している。

### 交友
- 若旦那（湘南乃風）とは小学校からの幼馴染。中学時代の同級生には女優の辺見えみりがおり、同じ特撮出演経験のある松田賢二との結婚式にも友人として招待されている。
- 『555』でメインライターを務めた井上敏樹とは「クリスマスもバレンタインもなぜか一緒にいた」と語るなど非常に懇意にしており、『555』終了後も井上が脚本を務める作品に出演することも多い。
  - 私生活でも井上宅のパーティに参加したり、また村上幸平のオフィシャルブログには井上敏樹というカテゴリーが存在するほど公私共に交流が続いている。
- ハローキティのデザイナーである山口裕子とも親しい間柄であり、自身が出演する舞台には必ずお祝いの花が贈られている。
  - サンリオピューロランド『イケメン KITTY ROBOT』にて、自身が愛好するザリガニとハローキティをコラボレーションさせた「ザリキティ」が展示された。
  - 株式会社ホーム社WEBサイト「comip!」にて開始された山口裕子と井上敏樹によるコラボ作品漫画「イチゴマン」では、両者と親しい関係から企画・担当編集を務めている。

## エピソード
- スーツアクターに敬意を持っており、変身する役柄についてはスーツアクターと2人で作り上げた役としている[4]。そのため、特撮番組で恒例となっている変身前の役者が記念にスーツを着用することを嫌がり、『555』ではこれを拒んだ[4]。しかし『ジュウオウジャー』ではジュウオウバードのスーツアクターである今井靖彦が後番組の撮影で不在であったため、村上がジュウオウバードの名乗りを演じた[4]。

### ザリガニ
- ザリガニの飼育を趣味としている。もはや趣味の域を超えて専門家レベルの知識や経験を持っており、公式サイトでも「趣味」ではなく「特技」と記載されている。
- これまで様々なザリガニを飼育した経験を持ち、芸能界一のザリガニマニアという意味で「ザリ王」を自称している[4]。単なる個人的な趣向としての飼育だけではなく、2011年7月、佐倉ザリガニ研究所所長である砂川光朗の推薦により甲殻類の専門的な研究機関である日本甲殻類学会の学会員となった[3]。2014年、北海道立総合研究機構の研究者である川井唯史による推薦を受け、IAA（International Association of Astacology、世界ザリガニ学会）の学会員となった[3]。
- ザリガニ愛好家の交流会にも出席しており、ザリガニ用のエサを製造・販売している日本淡水開発社のイベントに参加した様子が同社ブログに掲載された。東日本大震災に関する風評被害を受けている福島県の裏磐梯で観光振興イベント「裏磐梯ウチダザリガニまつり」に2011年より毎年出演。地元の観光協会から『裏磐梯ウチダザリガニ大使』に任命されている[3]。2015年の「裏磐梯ウチダザリガニまつり」の「Zari-1 Gurand Prix. URABANDAI」で優勝し、第3回ウチダザリガニ釣り世界チャンピオンとなっている。2015年にはバラエティ番組でも活動が取り上げられ、『タモリ倶楽部』『有吉反省会』にザリガニタレントとして出演している。
- 2017年にはCD『ザリガニのうた』をリリースした[4]。
- ザリガニについて村上は、愛情を込めて飼育しても人に飼いならされないところが「ロック」であると述べている[3]。
- 2018年5月12日にザリガニだけをモチーフにしたアクセサリーブランド「Chockingdom（チョッキングダム）」を立ち上げた。

## 出演

### テレビドラマ
- 火曜サスペンス劇場（日本テレビ）
  - 『監察医・室生亜季子21 身元不明』（1996年11月）
  - 『小京都ミステリー 26 豊後一子相伝殺人事件』（1999年8月） - 池田史郎役
- 木曜の怪談『マリオ』（1996年11月、日本テレビ） - 準主役・水野圭太役
- はぐれ刑事純情派 10シーズン第5話『名刺強盗!? 消えた妊婦!』（1997年4月、テレビ朝日） - 荒木役
- ひとつ屋根の下2 最終回（1997年6月、フジテレビ）
- 天然少女 萬 『スペイン坂激闘篇』・『公園通り逆襲篇』（1999年2月、WOWOW） - 達哉 役
- GTO スペシャル（1999年6月、フジテレビ）
- ビューティ7 第3話『ブスのクレーマー大変身』（2001年7月、日本テレビ）
- 嫉妬の香り（2001年10月 - 12月、テレビ朝日） - レギュラー・沢口啓介 役
- 救命病棟24時 新春スペシャル（2002年1月、フジテレビ）
- 時空警察ヴェッカーD-02（2002年1月 - 3月、テレビ朝日） - レギュラー・木場健人 役
- ショムニFINAL 第10話『女の価値は男の数』（2002年9月、フジテレビ）
- 金曜エンタテイメント『ハマの静香は事件がお好き』（2003年4月、フジテレビ）
- 仮面ライダーシリーズ（テレビ朝日）
  - 仮面ライダー555（2003年4月 - 2004年1月、テレビ朝日） - 草加雅人 役
  - 仮面ライダーカブト 第3話（2006年2月、テレビ朝日） - IT社長・ウエムラ 役（友情出演）
  - 仮面ライダーG（2009年1月31日、テレビ朝日） - 改造被験者 役
  - 仮面ライダーディケイド 第4・5話（2009年2月15・22日、テレビ朝日） - 仮面ライダーカイザの声 役
  - 仮面ライダージオウ 第5・6話（2018年9月30日・10月7日、テレビ朝日） - 草加雅人 役（友情出演）[7]
- ドラマ30『冗談でしょッ!離婚予定日』（2004年5月 - 7月、中部日本放送） - 真田洋一郎 役
- メモリー・オブ・ラブ（2004年12月 - 2005年2月、毎日放送） - 木田明 役
- 世にも奇妙な物語'05 春の特別編『倦怠期特効薬』（2005年4月、フジテレビ） - イケメン俳優 役
- 吉祥天女（2006年4月、テレビ朝日） - 麻井鷹志 役
- 黒い太陽 第7話（2006年9月、テレビ朝日） - 風間 役
- イヌゴエ 第9話（2006年12月） - 坂井泰弘 役
- アンナさんのおまめ 第8話（2006年12月、テレビ朝日） - 麗二 役
- ウルトラマンメビウス 第38話（2007年1月、TBS） - 勇魚洋 役
- ソードブル・風を斬る!〜風刃の蓮〜（2007年1月 - 2009年4月、関西テレビ） - 主演・蓮 役
- 生徒諸君! 第6話（2007年5月、ABC・テレビ朝日） - 医師 役
- キューティーハニー THE LIVE（2007年10月- 2008年3月 テレビ東京） - 敵幹部・中条有次 役
- RHプラス（2008年3月- MX） - 誠の父 役
- 恋のから騒ぎ 〜Love Stories V〜『葬儀屋の女』（2008年10月10日、日本テレビ）
- コールセンターの恋人 第7話（2009年8月21日、テレビ朝日） - 小山真一 役
- 警視庁失踪人捜査課 第9話（2010年6月11日、ABC・テレビ朝日）
- ナサケの女〜国税局査察官〜 第6話（2010年11月25日、ANB） - 警官 役
- 牙狼＜GARO＞〜MAKAISENKI〜 第4話（2011年10月27日、テレビ東京） - キッド 役
- 弁護士・森江春策の事件 第3作（2011年10月29日、テレビ朝日） - 弁護士・桐山俊哉 役
- 俺の空 刑事編 第3話（2011年10月30日、テレビ朝日） - 松本英樹 役
- 土曜ワイド劇場（テレビ朝日）
  - 火災調査官・紅蓮次郎 第12話（2012年1月14日、テレビ朝日）
- 都市伝説バスター（2014年8月5日 - 全4話、千葉テレビ） - 主演・OSAMU 役
- シークレットドリームタイム（仮）（2015年6月4日〜全9話、テレビ埼玉） - 主演
- 都市伝説バスター NEXT STAGE（2016年2月2日〜全4話　千葉テレビ） - 主演・OSAMU 役
- マスター☆コレクション（千葉テレビ）
  - シナリオライター（2016年3月9日〜全4話） - ゲスト主演
  - 冬の日（2016年4月20日 - 全2話） - ゲスト主演
- スーパー戦隊シリーズ（テレビ朝日）
  - 動物戦隊ジュウオウジャー（2016年2月14日 - 2017年2月5日） - バド（鳥男） / ジュウオウバード 役
  - 暴太郎戦隊ドンブラザーズ ドン49話・50話（2023年2月19日・26日） - ソノヤ 役[8]
- グッドパートナー 無敵の弁護士 CASE 4（2016年5月12日、テレビ朝日） - 今中記者 役
- スペシャルドラマ「風媒花」（2016年9月14日 - 10月5日、千葉テレビ） - 折田充 役
- 未解決の女 警視庁文書捜査官 Season2 第6話（2020年9月10日、テレビ朝日） - 加川啓介 役
- 信長未満 -転生光秀が倒せない-（2022年10月25日 - 12月27日、テレビ神奈川） - 浅井長政 役[9]

### 映画
- サムライガール21（2002年1月19日）
- 仮面ライダーシリーズ
  - 劇場版 仮面ライダー555 パラダイス・ロスト（2003年8月16日） - 草加雅人 役
  - 平成ライダー対昭和ライダー 仮面ライダー大戦 feat.スーパー戦隊（2014年3月29日） - 草加雅人 役
- @ベイビーメール（2005年9月10日） - 主演・斉藤雅斗 役
- Life（2007年1月27日） - 人形師・新田 役
- 劇場版 動物戦隊ジュウオウジャーVSニンニンジャー 未来からのメッセージ from スーパー戦隊（2017年1月14日） - バド 役
- N.Y.マックスマン（2018年2月17日）- 城ヶ島毅 役
- COLOR CROW-緋彩之翼-（2022年9月23日）‐大迫由紀夫

### オリジナルビデオ
- 帰ってきた動物戦隊ジュウオウジャー お命頂戴!地球王者決定戦（2017年） - バド / ジュウオウバード 役
- 仮面ライダージオウ NEXT TIME ゲイツ、マジェスティ（2020年） - 草加雅人 / 仮面ライダーカイザ 役（友情出演）[10]
- 仮面ライダー555 20th パラダイス・リゲインド（2024年） - 草加雅人 / 仮面ライダーカイザ 役[11][12]

### バラエティ
- はなきんデータH（1996年、テレビ朝日）
- 内場・やすえのメモリー・オブ・”ナビ”（2005年1月、毎日放送）
- クリック!（2005年4月、日本テレビ）
- ちちんぷいぷい（2005年6月、毎日放送）
- りえむら（2005年9月、関西テレビ）
- おはスタ（2006年1月、テレビ東京） - 怪盗モンブラン 役
- おもいッきりイイ!!テレビ（2007年10月 - 、日本テレビ） - 美肌泉隊SPAレンジャー・SPAムラサキ 役
- 日本いにしえの旅 『もののふの都、鎌倉』（2006年12月、BSフジ）
- 『即興！電影劇団「総合商社 高島商事」「LIVE Café Sho-gaへようこそ！」』（2015年2月-4月、テレビ埼玉）
- ホワッツニュー（2016年3月、テレビ埼玉）
- 猫のひたいほどワイド（2024年4月、テレビ神奈川）月曜レギュラーMC

### 舞台
- 劇団たいしゅう小説家 第5回公演「恋の骨折り損? LovesLaboursLost」（2004年7月15日 - 19日、東京芸術劇場） - 主演・織田信長 役
- 劇団たいしゅう小説家 第7回公演「コトブキ！」（2005年4月24日 - 5月19日、東京芸術劇場） - 準主演・山下洋二 役
- 劇団たいしゅう小説家 第8回公演「H〜i!Jack!!〜やぁ!ジャックさん!!」（2005年7月23日 - 31日、東京芸術劇場） - セールスマン 役
- カートプロモーション プロデュースVOL.2「二代目はクリスチャン」（2006年5月24日 - 28日、草月ホール） - 準主演・神竜晴彦 役
- 劇団たいしゅう小説家 第11回公演「無敵な男達」（2006年12月1日、東京芸術劇場） - 準主演・慎也 役
- カニリカプロデュース 「執事ホテル」（2008年2月16日 - 2月24日、あうるすぽっと） - 準主演・藤孝 役
- 日本テレビ 「ハロルドとモード」（2008年6月5日、かめありリリオホール）（6月7日-8日、愛知県勤労会館）（6月11日-15日、兵庫県立芸術文化センター 中ホール）（6月17日、静岡市民文化会館）（6月19日-29日、天王洲銀河劇場） - ドクター・マシューズ 役
- スタジオライフ「LILIES」東京公演（2009年6月17日 - 7月12日、紀伊国屋ホール） - 準主演・ヴァリエ・ド・ディリー伯爵 役、ユー男爵夫人 役
- スタジオライフ「LILIES」神戸公演（2009年7月18日 - 19日、新神戸オリエンタル劇場） - 同上
- フジテレビジョン「パッチギ!」（2009年12月4日 - 23日、新神戸オリエンタル劇場） - 国松巡査長 役
- 木下工務店「銀河英雄伝説 第一章 銀河帝国編」（2011年1月7日 - 1月16日、青山劇場） - ベルンハルト・フォン・シュナイダー少佐 役
- Knocturn「2069」（2011年8月6日 - 8月9日、恵比寿エコー劇場） - 主演・松原亮 役
- FREE(S)プロデュース「SHINSENGUMI〜episode IKEDAYA〜」 （2011年11月25日 - 11月28日、恵比寿エコー劇場） - 準主演・吉田稔麿 役
- Smile Earth Project「ポチッとな-Switching On Summer-」 （2012年7月4日 - 7月8日、7月14日 - 7月16日、俳優座劇場/相鉄本多劇場） - 主演・岸利通 役
- Smile Earth Project「コミックス☆GOGO」 （2012年8月17日 - 8月26日、俳優座劇場） - オセロ部部長・角取匠 役
- 朗読劇『ベースボーーール ハムレット！』（2012年11月21日 - 11月25日 東京タワータワーホール） - 解説者 役
- アポロ5「オーバースマイル」（2012年12月19日-23日、シアターモリエール） - ドクター・タカマツ 役
- Be With ダブルフェイスシアター「灰とダイヤモンド Noir」（2013年2月9日-2月11日、ワーサルシアター） - 主演・ルビー 役
- 劇団たいしゅう小説家「おれの舞台」（2013年4月13日-4月21日　あうるすぽっと） - 大泉正志 役
- 解体屋！！BARASHIYA 〜そこは残しておくよ〜（2013年6月18日-6月23日　池袋シアターグリーンBIG TREE THEATER） - 準主演・樫田蓮 役
- Santa Claus Con-Game〜プーダスの大冒険〜（2013年7月20日-7月28日 あうるすぽっと） - マルティス 役
- ミュージカル「泣いてたまるか！！漢字検定者大会〜虹の向こう側へ」（2013年9月4日-9月8日 劇場MOMO） - 主演・松本憲一 役
- LIVE ACT「BLAZBLUE」〜CONTINUUM SHIFT〜（2014年3月6日 - 3月9日、天王洲銀河劇場） - ハザマ 役
- 劇団〈ま〉コメディ「ボクはヒロイン」（2014年7月29日 - 8月3日、恵比寿エコー劇場）
- 劇団空感エンジンプロデュース 炎男〜ファイヤーガイズ〜公演Vol.3「オサエロ」(2014年9月10日-9月15日、両国エアースタジオ） - 神田喜久雄 役
- はっぴぃはっぴぃどりーみんぐvol.7「WILD HALF〜奇跡の確率〜」（2015年1月15日-1月18日、六行会ホール） - 岩瀬寿文 役
- はっぴぃはっぴぃどりーみんぐVol,8「HIDEYOSHI 2015」（2015年3月3日-8日、シアターグリーン BIG TREE THEATER） - 平賀源内 役
- 月刊ASUKA30周年記念興行「百千さん家のあやかし王子」（2015年6月10日-6月14日、銀座博品館劇場） - 伊勢 役
- SOLID STARプロデュースVol.4「三ツ星に願いを！」（2015年7月8日-12日、六本木俳優座劇場） - 白木庄司 役
- FLYING PIRATES ネバーランド漂流記-featuringGUY’S-（2015年9月18日-23日、新宿村LIVE） - 準主演・キャプテンフック 役
- SOLID STARプロデュースVol.5「負けんな漫研！」（2015年10月30日 - 11月3日、新宿村LIVE）
- FLYING PIRATES ネバーランド漂流記-featuringGUY’S-（2015年3月26日-27日、サンリオピューロランド） - 準主演・キャプテンフック 役
- チェリーボーイズ（2016年4月13日-17日、銀座博品館劇場） - 稲垣 役
- LIVE ACT「BLAZBLUE」〜CONTINUUM SHIFT〜再起動（2016年8月10日〜14日、新宿村LIVE）-  ハザマ・ユウキ＝テルミ 役
- 「動物戦隊ジュウオウジャーファイナルライブツアー」  浜松公演（2017年3月18日、アクトシティ浜松）静岡公演（2017年3月20日、静岡市民文化会館）札幌公演（2017年3月26日、ニトリ文化ホール）仙台公演（2017年4月2日、仙台サンプラザホール）名古屋公演（2017年4月8日〜9日、日本特殊陶業市民会館フォレストホール）広島公演（2017年4月15日、広島文化学園HBGホール）福岡公演（2017年4月16日、福岡サンパレス）大阪公演（2017年4月22日〜23日、オリックス劇場）‐ バド / ジュウオウバード（声） 役
- 「夏草」（2017年9月2日〜5日、R’sアートコート）- 熊田健一 役
- SOLID STARプロデュースVol.11「負けんな漫研！」（2017年9月6日〜10日、品川 六行会ホール）- 康田健一 役
- 天国の脚本家　冴嶋コーキ 〜袖振り合うも多生の宴〜（2017年10月18日〜22日、銀座博品館劇場）- タラ 役
- 「メサイア−月詠乃刻−」東京公演（2018年4月14日〜22日、シアターGロッソ）大阪公演（2018年4月27日〜29日、メルパルクホール）- 園之人 役
- 「男子はつらくないよ？」(2018年7月29日〜8月4日、三越劇場）- 上村幸之助 役
- 「遥かなる時空の中で3」東京公演（2018年12月6日〜10日、紀伊國屋サザンシアター TAKASHIMAYA）大阪公演（2018年12月14日〜16日、サンケイホールブリーゼ）- リズヴァーン 役
- 「メサイア トワイライトー黄昏の荒野—」東京公演（2019年2月7日〜17日、池袋サンシャイン劇場）大阪公演（2019年3月1日〜2日、大阪メルパルクホール）- 園之人 役
- 「囚われのパルマ -失われた記憶-」大阪公演（2019年6月22日〜23日、サンケイホールブリーゼ）東京公演（2019年6月27日〜30日、シアター1010）- 久保田佑 役
- 「メサイア −黎明乃刻−」東京公演（2019年9月5日〜8日、シアターGロッソ）大阪公演（2019年9月13日〜16日、大阪メルパルクホール）凱旋公演（2019年9月19日〜23日、中野ゼロ大ホール）- 園之人 役
- LIVEミュージカル演劇『チャージマン研！』（2019年10月31日 - 11月6日、新宿FACE） - 魔王 役[13]
- LIVEミュージカル演劇『チャージマン研！』R-2（2020年10月10日 - 18日、新宿FACE） - 魔王 役[14]
- ミュージカル『新テニスの王子様』The First Stage（2020年12月12日 - 24日、日本青年館ホール／2020年12月29日 - 2021年1月10日、大阪・メルパルク大阪） - 黒部由起夫 役[15][16]
- Live Musical「SHOW BY ROCK!!」 -DO根性北学園編- 夜と黒のReflection（2021年8月19日 - 29日[17]、天王洲 銀河劇場） - ユーダス仁刃笛 役[18]
- ミュージカル『新テニスの王子様』The Second  Stage（2022年1月28日 - 2月6日、KAAT神奈川芸術劇場 ホール／2022年2月11日 - 20日、TOKYO DOME CITY HALL／2022年2月25日 - 27日、メルパルクホール大阪） - 黒部由起夫 役
- COLOR CROW -蒼霧之翼-（2022年3月12日 - 21日、シアターサンモール） - 大迫由起夫 役[19]
- ミュージカル「新テニスの王子様」Revolution Live 2022（2022年10月6日‐10日、幕張メッセ 幕張イベントホール） - 黒部由起夫 役
- COLOR CROW -神緑之翼-（2022年10月20日 - 25日、紀伊國屋サザンシアター TAKASHIMAYA） - 大迫由起夫 役[20]
- love&rock☆show『月の裏側で』- 新月 -（2022年11月23日－27日、六行会ホール） - ブックマン 役
- 舞台『信長未満—転生光秀が倒せない—』（2023年3月23日 - 26日、KAAT 神奈川芸術劇場 ホール）- 浅井長政 役
- 舞台「COLOR CROW -黒韻之翼-」(2023年5月4日-13日、シアター1010）‐大迫由紀夫 役
- love&rock☆show『果てしない海の向こうへ』〜月の裏側から〜 Jupiter (2023年11月22-26日、六行会ホール） - ブックマン 役
- Live-Musical-Stage『チャージマン研!』2023（2023年12月23日 - 31日、新宿FACE） - 魔王 役[21]
- 舞台『COLOR CROW -黄靱之翼-』（2024年2月10日 - 18日、こくみん共済coopホール/スペース・ゼロ）[22]‐大迫由紀夫 役
- ALIVESTAGE Episode 9『オトアツメ feat.ORIGIN』(2024年5月10日-19日、ヒューリックホール東京）
- ミュージカル『新テニスの王子様』The Fourth Stage（2024年8月9日 -18日、日本青年館ホール／2024年8月23日 - 25日、一宮市民会館／2024年8月30日 - 9月8日、SkyシアターMBS／2024年9月13日‐18日、日本青年館ホール） - 黒部由起夫 役（映像出演）
- love&rock☆show『The LIVE』No.II（2025年5月29日〈予定〉、恵比寿CreAto）[23]

### Webドラマ
- マーメードの季節（2002年1月）
- うさぎのもちつき2（2004年2月） - 新堂健太 役
- 渋谷怪談 サッちゃんの都市伝説 第12話 TVの砂嵐（2004年10月）
- キミのミカタ（2006年2月） - 檜山亮 役
- 恋する血液型 シーズン2（2009年4月） - まさお 役
- 仮面ライダージオウ 補完計画 6.5話（2018年10月7日、東映特撮ファンクラブ） - 草加雅人 役
- ネット怪談×百物語シーズン8（2021年5月29日‐）- アスクレピオス 役
- 仮面ライダー555殺人事件（2024年1月28日・5月5日、東映特撮ファンクラブ） - 草加雅人 役

### アニメ
- ギャラクシーエンジェル 第4期 第9話「コ・ロ・ロ・ロシアンティー」（2004年9月） - カイザ・ムラカミ 役（友情出演）
- パブー&モジーズ（2012年4月 - 2013年3月） - 準レギュラー・ダニエル・ドラゴンフライ 役、エムシー・マウス 役
- ジュエルペット きら☆デコッ!（2012年10月 - 2013年3月） - カイゼル 役
- パブー&モジーズ（2013年4月 -  2013年3月） - エムシー・マウス 役
- レディ ジュエルペット 第11話（2014年6月14日） - ボクスター 役
- ソードガイ The Animation（2018年） - 有賀一世 役[24]

### ゲーム
- 仮面ライダー555（2003年、PlayStation 2） - 仮面ライダーカイザ 役
- フェアリーフェンサー エフ（2013年10月10日、PlayStation 3） - バーナード 役[25]
- フェアリーフェンサー エフ ADVENT DARK FORCE（2015年11月5日、PlayStation 4） - バーナード 役[26]
- 仮面ライダー バトライド・ウォー 創生（2016年、PlayStation 4・PlayStation 3・PlayStation Vita） - 仮面ライダーカイザ 役[27]
- 仮面ライダー ストームヒーローズ（2016年、Android・iOS） - 仮面ライダーカイザ 役
- オール仮面ライダーライダーレボリューション（2016年、3DS） - 仮面ライダーカイザ 役
- 仮面ライダーバトル ガンバライジング（2018年、データカードダス） - 仮面ライダーカイザ 役[28][29]
- メギド72（2020年 - 2023年、iOS / Android） - アマゼロト 役[30]
- フェアリーフェンサー エフ Refrain Chord（2022年9月15日、PS5/PS4/Switch） - バーナード 役
- 仮面ライダーバトル ガンバレジェンズ（2023年 - 2024年、アーケード） - 仮面ライダーカイザ 役[31]

### ラジオ
- 青春ラジメニア（2004年1月、ラジオ関西）ゲスト
- 有楽町アニメタウン（2005年4月、ニッポン放送）ゲスト
- おたママ倶楽部（2009年5月、FM西東京）ゲスト
- 『ドル★ラジ』（2014年8月、2015年1月、4月、5月、6月　レインボータウンFM) メインパーソナリティ
- 『波田陽区のラジオ侍」（2015年8月　レインボータウンFM）ゲスト

### インターネットラジオ/テレビ
- おしゃたまラジオ（2008年4月 -2009年3月、ウルトラジャンプエッグ）メインパーソナリティー
- カンフェティLIVE（2012年7月、あっ!とおどろく放送局、演劇情報番組）

### ラジオドラマ
- 美男子劇場 第三弾「カモナ・シェアハウス」（2014年12月、JFN系列）
- サタデードラマハウス　「ロスト」(2018年2〜3月　JFN系列)

### CM
- キクチメガネ（1994年）名古屋ローカル
- サントリー「C.C.レモン」（1995年）
- 東京商科学院（1995年）
- サッポロ「アパニ・スポーツウォーター」（1995年）
- 東ハト「キャラメルコーン」（1997年）
- 東ハト「キャラメルコーン（イチゴ味）」（1998年）
- アデランス「夏ケア」（2001年）
- HONDA「HR-V」（2001年）

### イベント
- 仮面ライダー555 公開録画&スペシャルトークショウ（2003年9月23日、富士急ハイランド）
- 村上幸平クリスマスイベント（2003年12月19日、シェラトン・グランデ・トーキョーベイ・ホテル）
- 仮面ライダー555キャラクターショー&トークショー（2004年1月4日、大阪ドーム）
- イケメン新撰組トークイベント（2004年1月、2月、3月、4月、5月、8月　東映太秦映画村）
- 仮面ライダースーパーライブ（2004年1月24日、25日、中野サンプラザ）
- 村上幸平DVDイベント（2004年2月8日、後楽園ラクーア）（2月8日、石丸電気）（2月28日、大阪信長書店）（2月29日、TSUTAYA古新田店）
- 村上幸平ホワイトデートークイベント（2004年3月14日）
- 大阪ガス 村上幸平トークイベント（2004年3月26日、大阪ガスディリパ）
- 仮面ライダー555 キャラクター&トークショー（2004年4月18日、テルメ金沢）
- 村上幸平トークショー（2004年5月3日、インテックス大阪）
- FACTORY lien「CRASH IN THE WILD STER」（2004年6月19日、SPAZIO2）綾野剛との合同イベント
- JTB教育旅行「バレンタイン船上パーティー」（2005年2月12日、ロイヤルウィング）
- 村上幸平トークライブ（2005年3月19日 イオン東浦ショッピングセンター）
- 東映太秦映画村「30周年記念イベント」（2005年10月15日・16日、東映太秦映画村）
- ウェストパワー「村上幸平トークイベント」（2005年10月30日、インディペデントシアター2nd）
- 30th anniversary birthday party（2006年6月4日）30歳記念イベント
- 913祭（2008年9月13日、新宿ロフトプラスワン）
- 913祭2〜復活〜（2012年9月13日、新宿ロフトプラスワン）
- 913祭3〜10周年記念!!〜（2013年9月13日、新宿ロフトプラスワン）
- 913祭4〜大戦〜（2014年9月13日、新宿ロフトプラスワン）
- 草加雅人9分13秒間ステージ（2015年9月13日、よみうりランド）
- 913祭5（2015年9月13日、新宿ロフトプラスワン）
- 913祭6（2016年9月13日、新宿ロフトプラスワン）
- 仮面ライダー生誕45周年 × スーパー戦隊シリーズ40作品記念「45×40 感謝祭 Anniversary LIVE & SHOW」（2017年1月21日・22日、日本武道館）
- 「知っているようで意外に知らないザリガニワールド」（2016年6月16日、山梨県立青少年センター）
- 「芸能界一のザリガニ王・村上幸平とお台場ザリガニ釣り大会に参加しよう」（2016年11月20日、お台場旧車天国2016）
- 吉本ヒーロータイム（2016年12月26日、よしもと幕張イオンモール劇場）
- 仮面ライダーフィギュアコレクション（KFC）発売前夜祭（2017年2月25日、新宿ロフトプラスワン）
- 810祭　（2017年8月10日、新宿ロフトプラスワン）
- 913祭7（2017年9月13日、新宿ロフトプラスワン）
- ニチアサナイト大晦日スペシャル（2017年12月31日、東京354クラブ）
- 復刻版特撮ジャングル　半田健人×村上幸平トークショー（2018年1月13日、大阪日本橋  インディペンデントシアター2nd）
- 密林特撮学校　村上幸平トークショー(2018年1月28日、秋葉原ハンドレッドスクエア倶楽部)
- 仮面ライダー555×ハローキティコラボグッズ発売記念イベント(2018年5月5日、サンリオピューロランド）
- 913祭8（2018年9月13日、新宿ロフトプラスワン）
- 密林特撮　特別講義　半田健人＆村上幸平「Justiφ’s」CD先行発売イベント（2018年10月14日、池袋マルイ7Fイベントスペース）
- 上智大学文化祭　村上幸平トークショー（2018年11月4日、上智大学）
- 密林特撮　半田健人＆村上幸平ファンミーティング（2019年3月23日、中国広州）
- 半田健人トーク＆ライブ「健人の部屋」（2019年4月13日、渋谷リビングルーム）
- 吉本ヒーロータイム　半田健人＆村上幸平（2019年4月27日、ヨシモト∞ホール）
- 密林特撮　特別講義　村上幸平＆井上敏樹（2019年4月28日、秋葉原ラジオ会館）

### 玩具
- COMPLETE SELECTION MODIFICATION KAIXADRIVER（2018年3月） - 草加雅人 / 仮面ライダーカイザ 役
- 暴太郎戦隊ドンブラザーズ DX脳人ブレス メモリアルなセット（2023年12月）
- CSMカイザフォンXX（2024年9月13日）※『【blu-ray】仮面ライダー555 20th パラダイス・リゲインド 完全版』付属
- 仮面ライダー555 CSMファイズドライバーNEXT（2024年10月28日）

## 作品

### DVD
- Vex 村上幸平（2004年1月）
- イケメン新選組（2004年3月） - 主演・近藤勇 役
- うさぎのもちつき2 「Feat 村上幸平」（2004年4月）
- RAY「Vol.1 COLD BLOOD（2005年11月） - 春山 役
- RAY「Vol.2 COLD BLOOD（2005年12月） - 春山 役

### CD
- ザリガニのうた / チョッキン・ロッキン・ザリキング（2017年2月5日）ザリ王・村上幸平
- Justiφ’ｓ（2018年10月21日）半田健人 ＆ 村上幸平
- existence～KAIXA-nized dice / Red Rock（2019 年9月13日）村上幸平
- 動物戦隊ジュウオウジャー（2021年8月10日）村上幸平 featuring 高取ヒデアキ with ZETKI

### 企画・担当編集
- 「パワーザキティ イチゴマン」キャラクター著作：株式会社サンリオ、脚本：井上敏樹、作画：神誡しゃくあ（『comip!』、ホーム社WEBサイト）2016年3月より連載されるハローキティがヒーロー『イチゴマン』に変身する漫画。
- 『仮面ライダー913』原作：石ノ森章太郎、脚本：井上敏樹、作画：かのえゆうし（『電撃マオウ』、KADOKAWA）2019年11月号より連載される草加雅人 / 仮面ライダーカイザを主人公とした漫画。